# John Brown & Company

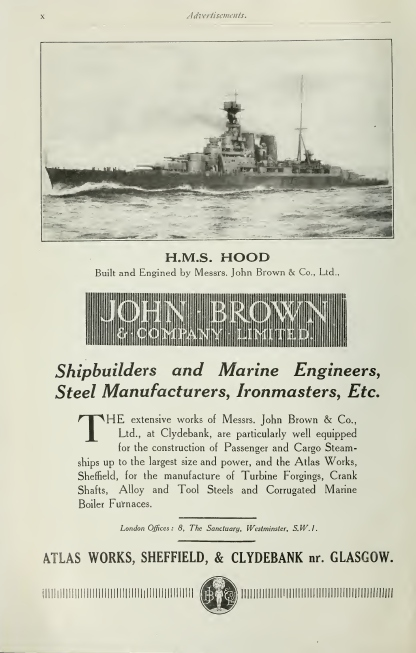
Anzeige von 1923 mit der bei John Brown & Company gebauten Hood

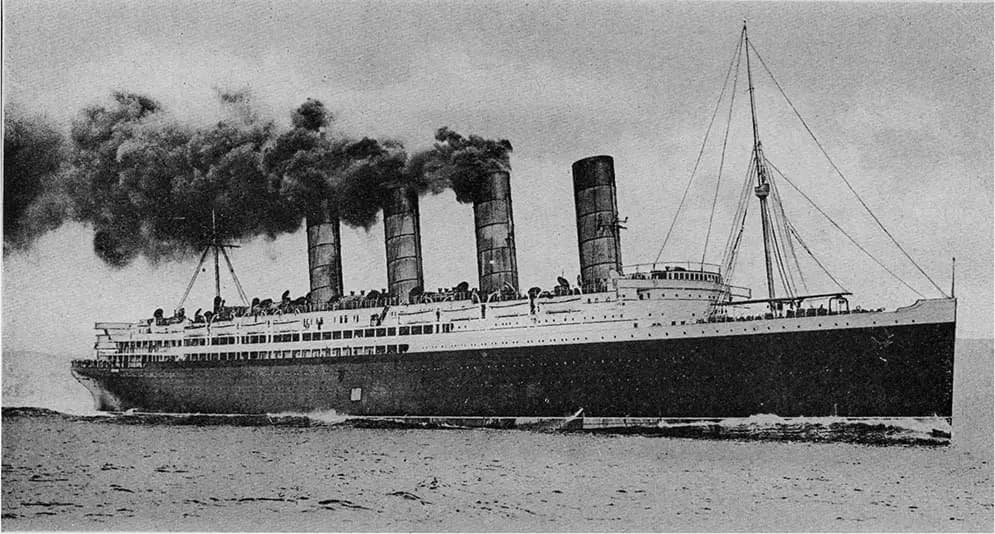
Lusitania, Stapellauf 1906

John Brown and Company war eine Schiffswerft in Clydebank (Schottland). Das Mitte des 19. Jahrhunderts gegründete Unternehmen stellte Anfang der 1970er Jahre seinen Betrieb ein. John Brown & Co. war eine der bedeutendsten Schiffswerften Europas und baute viele noch heute bekannte Passagier- und Kriegsschiffe.

## Geschichte

### Anfangszeit
Gegründet wurde das Unternehmen 1847 als J. & G. Thomson von den Schiffbauern James und George Thomson als Gießerei in Anderston, Glasgow. Die beiden Brüder arbeiteten vorher für den bekannten Ingenieur Robert Napier. Die Werft nahm 1851 in Cessnock ihren Betrieb auf und ließ im Jahr darauf das erste Schiff, The Jackal, vom Stapel. Schon 1854 konnte die Jura, das erste Passagierschiff für die Cunard Line, abgeliefert werden, für die die Werft bis zur Schließung fast alle großen Passagierschiffe baute. Im Jahr 1867 wurde mit der Russia das erste Schiff der Werft gefertigt, das einen Rekord erlangte.

### Umzug
Um größere Schiffe bauen zu können, zog die Werft 1871 nach Barns o' Clyde (später Clydebank) in der Nähe von Dalmuir um. Der Stahlhersteller John Brown & Company aus Sheffield übernahm die Werft 1899. Im Jahre 1907 wurde von der Sir William Arrol & Co. der 150 Fuß (45 Meter) hohe Turmkran Titan mit 175 Tonnen Tragfähigkeit errichtet. Anfang des 20. Jahrhunderts erlangte das Unternehmen durch seine Brown-Curtis-Turbinen Bekanntheit, die ursprünglich durch das US-amerikanische Unternehmen International Curtis Marine Turbine Co. entwickelt worden waren. Es folgten Neubauaufträge für große Kriegsschiffe der Royal Navy.

### Weltkriege
Nach dem Ende des Ersten Weltkriegs überlebte die Werft hauptsächlich durch den Bau der beiden Passagierschiffe Queen Mary und Queen Elizabeth für die Cunard White Star Line.
Während des Zweiten Weltkriegs baute John Brown & Company Kriegsschiffe.

### Nachkriegszeit
Nach dem Krieg wurden zahlreiche Handelsschiffe gebaut, um die Verluste der Kriegszeit wettzumachen. Ende der 1950er Jahre geriet die Werft, wie auch die übrige britische Schiffbauindustrie, unter dem Druck internationaler Wettbewerber finanziell unter Druck. Die Unternehmensleitung verfolgte in der Annahme, einen profitablen Passagierschiffsneubauauftrag von der Cunard Reederei zu erhalten, eine Strategie des Baus gerade eben kostendeckender Neubauten, wie zum Beispiel der Kungsholm, um zunächst über die Krise hinwegzukommen. Durch steigende Kosten und Inflationsverluste erlitt das Unternehmen aber so hohe Verluste, dass die Unternehmensleitung schon Mitte der 1960er Jahre eine Schließung der unwirtschaftlichen Werft nicht mehr ausschließen konnte. Der letzte Auftrag für ein Passagierschiff, die Queen Elizabeth 2, kam schließlich 1964 von Cunard.
1968 ging die Werft, wie im Geddes Report empfohlen, im Unternehmen Upper Clyde Shipbuilders auf, das schließlich 1971 Konkurs ging. Die letzten Schiffe der Werft waren vier Schüttgutfrachter der Clyde-Klasse, deren letzte Einheit, die Alisa, am 26. Dezember 1973 an ihre Auftraggeber abgeliefert wurde.
Auf dem Werftgelände in Clydebank wurden von den Unternehmen Marathon Manufacturing Company (1972–1980) und Union Industrielle d’Entreprise (UIE) (1980–2001) bis 2001 Ölplattformen für die Nordseeölfelder gebaut.
Der wirtschaftlich erfolgreichere Unternehmensteil John Brown Engineering Division wurde zunächst von Trafalgar House übernommen und 1996 von Kvaerner gekauft. Später wurde dieser Unternehmensteil von Kvaerner zerlegt und John Brown Hydrocarbons sowie Davy Process Technology an Yukos verkauft. John Brown Hydrocarbons wurde 2003 an Chicago Bridge & Iron Company weiterverkauft und zuerst in CB&I John Brown und später in CB&I UK Limited umbenannt.
Das ehemalige Werftgelände mit dem unter Denkmalschutz stehenden Kran „Titan“ soll umgebaut und wiederbelebt werden.

## Bekannte Schiffe von John Brown & Company

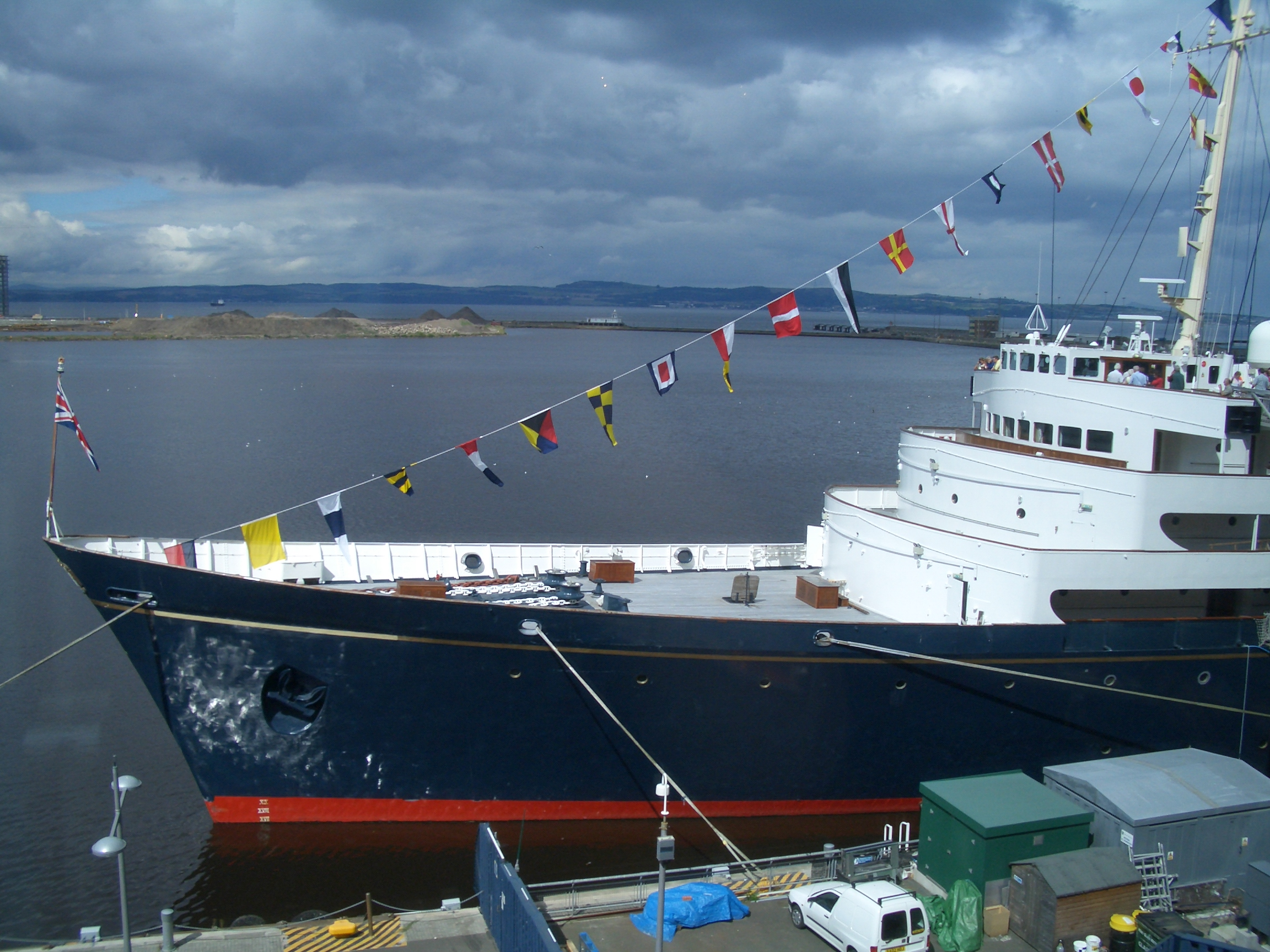
Königliche Yacht Britannia

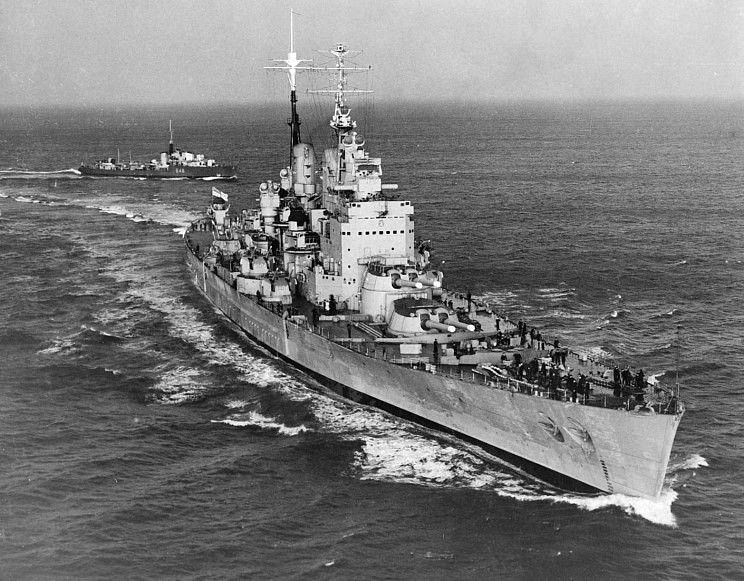
Schlachtschiff Vanguard

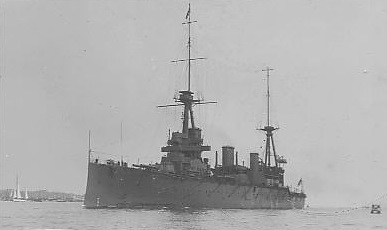
Schlachtkreuzer Australia

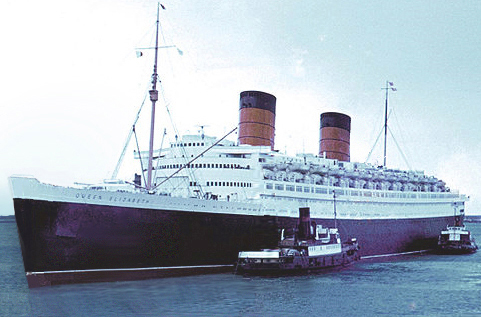
Queen Elizabeth in Cherbourg

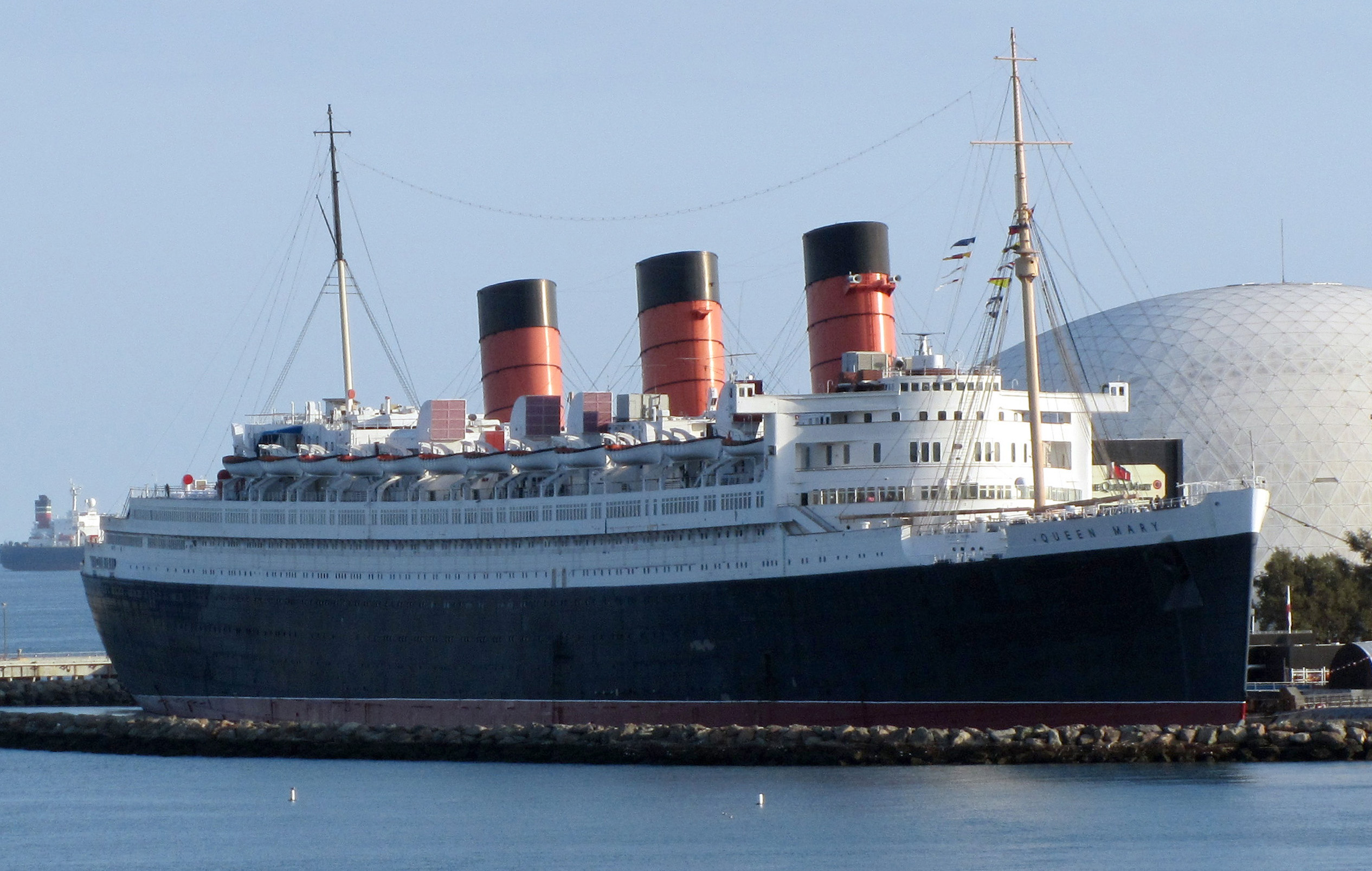
Queen Mary vor Long Beach

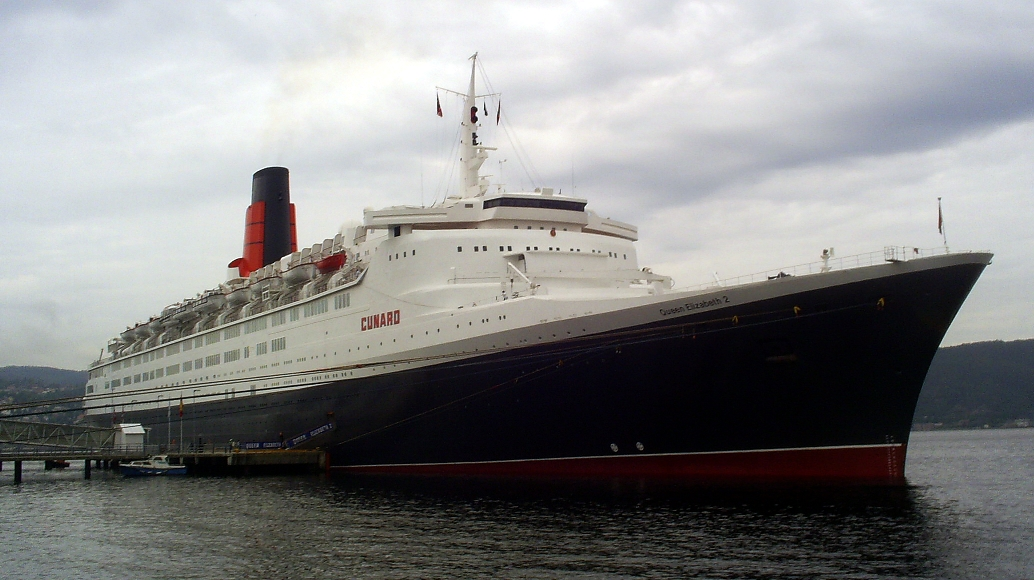
Queen Elizabeth 2 in Trondheim

Königliche Yacht
- Britannia
- Nahlin

Flugzeugträger
- Indefatigable

Schlachtschiffe
- Barham
- Duke of York
- Vanguard

Schlachtkreuzer
- Inflexible
- Australia (1911)
- Tiger
- Hood
- Repulse

Schwere Kreuzer
- Canberra
- Australia (1927)

Leichte Kreuzer
- Southampton (1912)
- Southampton (1934)
- Fiji
- Enterprise

Zerstörer
- Icarus
- Ilex
- Acasta
- Basilisk
- Achates
- Beagle
- Foxhound
- Fortune

Fregatten
- Aurora
- Lynx

Geleitzerstörer
- Albrighton

Amphibisches Landungsschiffe
- Fearless
- Intrepid

Passagierschiffe
- Carmania
- Aquitania
- Lusitania
- Avila
- Avelona
- Empress of Britain
- Queen Mary
- Queen Elizabeth
- Kungsholm
- Queen Elizabeth 2